# Ново-Ленино
Ново-Ленино — село в Осинском районе Иркутской области России. Административный центр муниципального образования «Ново-Ленино».
В 2020 году утверждено официальное название Ново-Ленино.

## География
Находится в 67 км к северу от районного центра, на высоте 418 метров над уровнем моря, у Братского водохранилища.

## История
Нынешний населённый пункт возник в 1961 году в результате переноса села Ленино из зоны затопления Братского водохранилища.
Согласно Закону Усть-Ордынского Бурятского автономного округа от 30 декабря 2004 года N 67-оз деревня Ленино административный центр муниципального образования «Ново-Ленино».

## Население
| 2002 | 2010  | 2011  | 2012  |
| ---- | ----- | ----- | ----- |
| 1000 | ↗1044 | ↘1042 | ↗1064 |

Согласно результатам переписи 2002 года, в национальной структуре населения буряты составляли 92 % из 1000 жителей.

## Инфраструктура
В селе функционирует средняя школа (МБОУ «Ново-Ленинская СОШ», ул. Сухэ-Батора, 9), детский сад (МБДОУ «Ново-Ленинский детский сад») и МБУК «Ново-Ленинский КДЦ» (ул. Ленина).

## Транспорт
Выезд на автотрассу регионального значения «Александровский тракт».